# Moyen-Ogooué
Moyen-Ogooué je jedna z 9 provincií v Gabonu. Rozkládá se na území o rozloze 18 535 km² a jejím hlavním městem je Lambaréné.

Moyen-Ogooué na mapě Gabonu
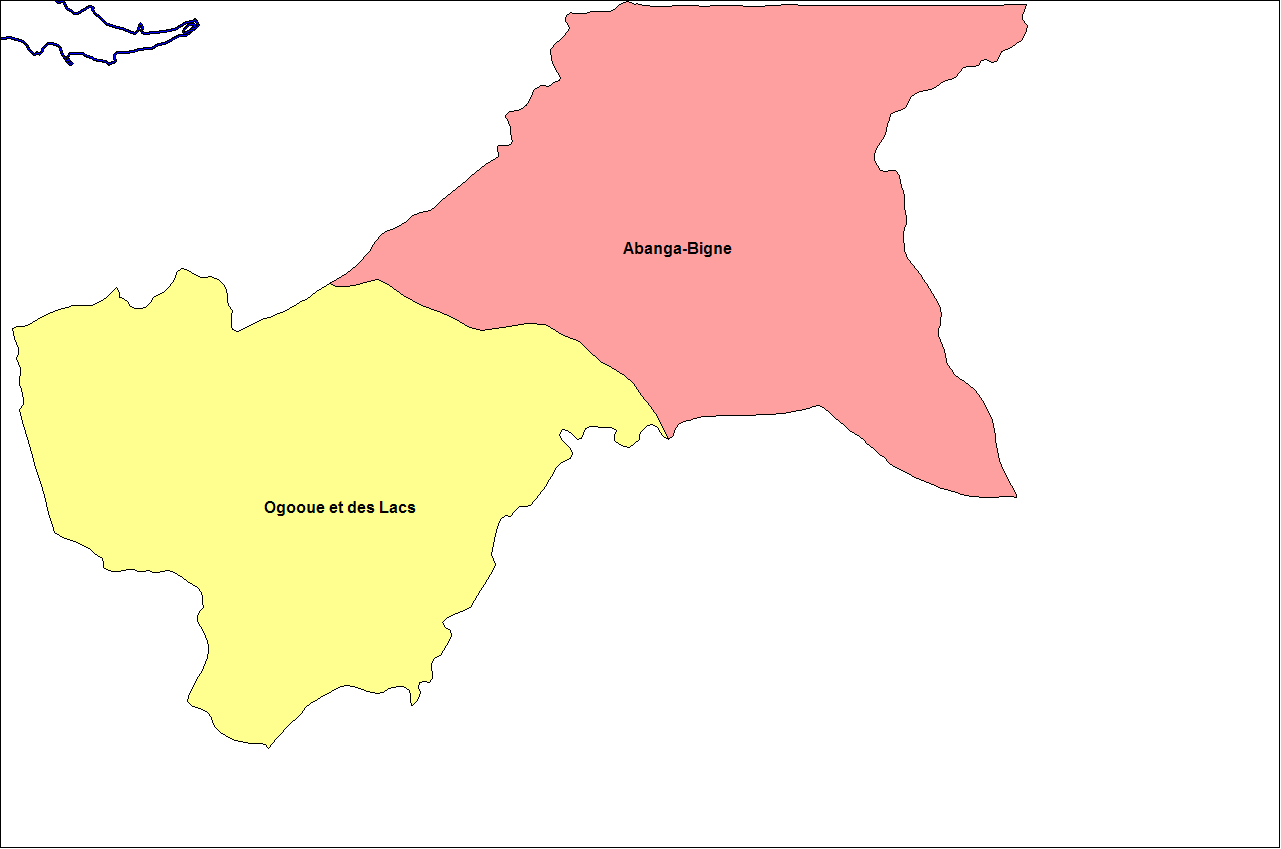
Departmenty provincie Moyen-Ogooué

## Departmenty
Provincie je rozdělena do 2 departmentů:
- Abanga-Bigne (Ndjole)
- Ogooue et des Lacs (Lambaréné)